# Livonia nodiplicata
Livonia nodiplicata is een slakkensoort uit de familie van de Volutidae. De wetenschappelijke naam van de soort is voor het eerst geldig gepubliceerd in 1910 door Cox.